# Kozlov (okres Žďár nad Sázavou)
Kozlov (německy Koslau) je obec, která se nachází 7 km severovýchodně od Velkého Meziříčí v okrese Žďár nad Sázavou v Kraji Vysočina. Žije zde 190 obyvatel.

## Přírodní poměry
Obec se nachází v Křižanovské vrchovině. Nadmořská výška středu obce je 538 m n. m. V okolí se nachází velké množství rybníků, například Suchánek, Šípský rybník, Horní rybník a Návesní rybník.

## Historie
První písemná zmínka o obci pochází z roku 1396.
Od roku 1953 prochází okolo Kozlova železniční trať Brno – Havlíčkův Brod. Na katastrálním území Kozlov je železniční stanice nazvaná Křižanov podle sousedního městyse. Odbočuje zde regionální dráha do Velkého Meziříčí.
Prvním porevolučním starostou se stal Václav Částek (1990 - 2002). V letech 2002–2010 působil jako starosta Jaromír Plodek, od roku 2010 tuto funkci vykonával Jaroslav Ambrož, poté ho od roku 2014 nahradil ve funkci starosty Ing. Jakub Michálek. Od roku 2018 je starostou obce opět Jaromír Plodek.
| Rok            | 1869 | 1880 | 1890 | 1900 | 1910 | 1921 | 1930 | 1950 | 1961 | 1970 | 1980 | 1991 | 2001 |
| Počet obyvatel | 120  | 131  | 135  | 131  | 137  | 133  | 137  | 156  | 228  | 252  | 241  | 243  | 230  |

## Pamětihodnosti
- Venkovská usedlost na návsi

## Významní rodáci
- Karel Rybníček (1919-1945), příslušník 311. československé bombardovací perutě RAF